# Günther Rönnebeck
Günther Rönnebeck (* 28. September 1901 in Leipzig; † 27. Februar 1986 in Hannover) war ein deutscher Pädagoge und Ministerialbeamter.

## Ausbildung
Rönnebeck war evangelisch und Sohn eines Kaufmanns. Er besuchte zunächst das Großherzogliche Herbstgymnasium im Kronberger Hof in Mainz, bevor er nach Berlin an das Realgymnasium Oberschöneweide wechselte. Nach seinem Abitur studierte er von 1919 bis 1922 im Hinblick auf das Lehramt an Gymnasien zunächst an der Universität Rostock, an der Friedrich-Wilhelms-Universität in Berlin und an der Philipps-Universität in Marburg die Fächer Deutsch, Geschichte und Sport. Er promovierte im Jahr 1922 mit einer Studie zur Dialektgeographie zum Doctor philosophiae (Dr. phil.) und legte sein Erstes Staatsexamen in Deutsch, Geschichte und vergleichender Sprachwissenschaft ab. Zwei Referendariate absolvierte er am Gymnasium Philippinum und an der Oberrealschule in Marburg. Während dieser Zeit verbrachte er seinen Urlaub an der von Adalbert Gregor geleiteten Badischen Fürsorgerziehungsanstalt Flehingen auf Schloss Flehingen. 1924 absolvierte er seine Turnlehrerprüfung und sein Zweites Staatsexamen zum Assessor.

## Berufliche Entwicklung
Zwischen 1924 und 1929 unterrichtete er an privaten Landerziehungsheimen, so am D.L.E.H. Gebesee (Hermann-Lietz-Schule), vom 21. April 1927 bis 10. März 1928 an der von Martin Luserke geleiteten reformpädagogischen Schule am Meer auf der Nordseeinsel Juist und an der Landesschule Pforta. Dazwischen, im Wintersemester 1926/27, studierte er an der Universität Zürich. Ab dem Jahr 1929 war er im staatlichen Schuldienst an Gymnasien in Hannover tätig. Bis zur Machtabtretung an die Nationalsozialisten 1933 war er Pressesprecher des Deutschen Philologenverbandes.
Im Zweiten Weltkrieg war er als Soldat eingesetzt. Nach Kriegsende gehörte er ab Herbst 1945 zu einer Gruppe von Pädagogen um Adolf Grimme im Oberpräsidium Hannover. Er war als Leiter der Internatsschule Schloss Gaienhofen vorgesehen, musste dort jedoch aufgrund seiner neuen Verpflichtungen absagen. In dem neu geschaffenen niedersächsischen Kultusministerium, das Grimme leitete, wurde ihm zunächst die Position eines Oberschulrates und die Funktion des Referenten für Schulreform übertragen, wo er den so genannten Hannover-Plan (1946/47) mitentwickelte.
Im Jahr 1947 übernahm er in der Nachfolge von Otto Haase die Leitung der Abteilung Schule des Kultusministeriums. In dieser Funktion war er bis zu seiner Pensionierung neunzehn Jahre lang als Ministerialrat bzw. Ministerialdirigent tätig.
Neben ihm war beispielsweise Hans Alfken als Leiter der Abteilung Jugend des Kultusministeriums tätig. Rönnebeck war Vorgesetzter von Rudolf Fiedler (1899–1992), Anna Mosolf (1885–1974), Katharina Petersen (1889–1970) und Karl Turn (1905–1953).
1952/53 war Rönnebeck in Personalunion auch Staatssekretär und hatte damit neben der organisatorischen Leitung des Kultusministeriums auch die Vertretung des damaligen Kultusministers Richard Voigt zu übernehmen. Rönnebeck war in seiner Funktion unter den Kultusministern Grimme (SPD), Voigt (SPD), Schlüter (FDP) und Langeheine (CDU) tätig.
Per 1. Oktober 1966 ging Rönnebeck in den Ruhestand.

## Werke (Auszug)
- Die Verantwortung der Schule für Gesittung und Sicherheit im Verkehr. Vortrag während der Pädagogentagung für Verkehrserziehung in Lüneburg 1956, gemeinsam veranstaltet vom HUK-Verband und der Bundesverkehrswacht e. V. Bundesverkehrswacht (Hrsg.), Bonn 1957.
- mit Hermann Meyer: Das Europäische Nationalstaatensystem – Völker und Staaten Zwischeneuropas. Reihe: Neue Gemeinschaftskunde für Gymnasien. Hermann Schroedel Verlag, Hannover 1966.
- als Hrsg. mit Hermann Meyer: Europa – Idee und Wirklichkeit. Um Weltfrieden und übernationale Gemeinschaft. Schroedel, Hannover 1968.
- mit Rolf Hauer / Karl-Jürgen Nagel: Eltern und Schule in Niedersachsen. Ein Ratgeber. Reihe: Die Schule in Niedersachsen, Bd. 4, Hermann Schroedel Verlag, Hannover 1970.

## Engagements (Beispiel)
- Vorsitzender des Kuratoriums Internationales Haus Sonnenberg[14]

## Familie
Verheiratet war er mit Jutta, geborene Lietz, einer Tochter des Reformpädagogen Hermann Lietz (1868–1919) und dessen Ehefrau, der Leiterin von Deutschen Landerziehungsheimen (D.L.E.H), Jutta Lietz, geborene Petersen (1888–1975).